# Косык, Мато
Ма́то Ко́сык (н.-луж. Mato Kosyk, нем. Matthäus Kossick, 18 июня 1853 года, Вербен, Германия — 11 ноября 1940 года, Оклахома, США) — нижнелужицкий поэт и журналист. Наряду с поэтессой Миной Виткойц считается классиком нижнелужицкой поэзии.

## Биография
Родился 18 июня 1853 года в крестьянской семье. После окончания начальной школы поступил в гимназию, которую был вынужден оставить в 1873 году, чтобы работать на Лейпцигской железной дороге. В это же время написал свои первые стихотворения. В 1877 году возвратился в Вербен, где стал заниматься литературной деятельностью, сотрудничая с различными лужицкими периодическими печатными изданиями. 
В 1880 году был одним из основателей нижнелужицкого культурно-просветительского общества «Maśica Serbska». В этом же году стал редактором газеты нижнелужицком языке Bramborske Nowiny. Работа редактором в газет не приносила ему достаточных средств для жизни, поэтому он в 1883 году эмигрировал в США, где планировал поступить в лютеранскую семинарию.
В США стал изучать лютеранское богословие в Спрингфилде и позднее — в Чикаго. После окончания обучения был назначен пастором в приходе города Веллсбург. Через некоторое время возвратился на родину, чтобы работать пастором в одном из местных лютеранских приходов и заниматься общественной деятельностью среди лужичан. Местная лютеранская церковь не признала его американское богословское образование, и он был вынужден вновь отправиться в США.
С 1892 года находился в активной переписке с лужицкими общественными деятелями в Германии, под влиянием которых стал снова заниматься литературной деятельностью. До 1913 года работал пастором в немецкоговорящих лютеранских приходах США. В 1913 году купил в Оклахоме ферму, где работал до своей кончины в 1940 году.

## Основные сочинения
- 1880 — Serbska swajźba w Błotach
- 1881 — Pśerada markgroby Gera
- 1882 — Branibora pad
- 1893 — Zběrka dolnoserbskich pěsnjow
- 1929—1930 — Pěsni
- В 2012 году в Германии закончилось издание восьми томов сочинений Мато Косыка[1].

## Память
- В селе Вербен находится средняя школа, которая названа его именем;
- В селе Вербен находится памятник, посвящённый Мато Косыку (открыт в 2003 году).